# (52267) Rotarytorino
(52267) Rotarytorino est un astéroïde de la ceinture principale.

## Description
(52267) Rotarytorino est un astéroïde de la ceinture principale. Il fut découvert le 4 mars 1986 à l'Observatoire de La Silla par Walter Ferreri. Il présente une orbite caractérisée par un demi-grand axe de 2,67 UA, une excentricité de 0,16 et une inclinaison de 3,0° par rapport à l'écliptique.

## Compléments